# Práva párů stejného pohlaví v Evropě
Diskuze na téma legalizace stejnopohlavního manželství nebo registrovaného partnerství párů stejného pohlaví se vedou napříč celou Evropou, přičemž momentálně 33 z 50 evropských zemí a 8 závislých evropských teritorií uznává přiznává homosexuálním svazkům nějakou právní formu. Většina z nich (24/27) jsou členskými zeměmi EU.
K březnu 2023 uzákonilo devatenáct evropských zemí manželství párů stejného pohlaví: Andorra, Belgie, Dánsko, Finsko, Francie, Německo, Island, Irsko, Lucembursko, Malta, Nizozemsko, Norsko, Portugalsko, Rakousko, Slovinsko, Španělsko, Švédsko, Švýcarsko a Velká Británie. Dalších dvanáct evropských států přijalo jinou alternativní formu právního uznání stejnopohlavního soužití vesměs totožnou nebo podobnou manželství. Jedná se o Černou Horu, Česko, Estonsko, Chorvatsko, Itálii, Kypr, Lotyšsko, Lichtenštejnsko, Maďarsko, Monako, Řecko a San Marino.
Polsko a Slovensko přiznávají dvěma osobám bez ohledu na pohlaví a podobu jejich vzájemného vztahu (může se jednat i o soužití dvou přátel) status takzvaného soukromého smluvního svazku ve formě blízkých osob neboli druhů a družek. Jejich právní uznání je však limitované. Přestože Bulharsko, Litva, Lotyšsko a Rumunsko samy o sobě homosexuální svazky nerozeznávají, jsou vázány rozhodnutím Soudního dvora EU ve věci uznávání stejnopohlavních manželství nebo jiných obdobných svazků uzavřených v rámci členských zemí EU, ale pouze pro rezidenční účely. Toto stanovisko nicméně není v praxi vždy dodržováno, jelikož jej například Rumunsko, jehož se soudní rozhodnutí bezprostředně týkalo, dosud neimplementovalo.
Ze zemí, které uzákonily stejnopohlavní manželství, přistoupily některé na takzvaný pluralistický model v ponechání institutu registrovaného partnerství coby alternativě k manželství. Jedná se o země Beneluxu, Francii a Velkou Británii. Naopak Německo, Irsko a Skandinávie spolu s uzákoněním manželství párů své vlastní zákony o registrovaném partnerství zrušily. Stávající partnerství zůstávají legální, ale nová již nejde nadále uzavírat.
Několik zemí Evropy stejnopohlavní svazky vůbec nerozeznává. Manželství ve svých ústavách definují jako výhradní svazek muže a ženy tyto země: Arménie, Bělorusko, Bulharsko, Černou Horu Chorvatsko, Gruzii, Maďarsko, Litvu, Lotyšsko, Moldavsko, Rusko, Polsko, Srbsko, Slovensko či Ukrajinu. Černá Hora, Chorvatsko, Maďarsko a Lotyšsko sice stejnopohlavní manželství ústavně zakazují, ale nabízí homosexuálním párům možnost uzavírat registrované partnerství.

## Judikatura Evropského soudu pro lidská práva
V průběhu let řešil Evropský soud pro lidská práva několik případů týkajících se práva homosexuálních párů na uznání ze strany členských států Rady Evropy. Soud se shodl na tom, že Úmluva o ochraně lidských práv a základních svobod zavazuje členské země nějak uznávat stejnopohlavní soužití, ale ne zpřístupnit manželství párům stejného pohlaví.
V kauze Schalk a Kopf vs. Rakousko (24. červen 2010) rozhodl Evropský soud pro lidská práva, že Úmluva o ochraně lidských práv a základních svobod nezavazuje členské státy legalizovat stejnopohlavní sňatky. Nicméně soud v tomto případu poprvé uznal právo stejnopohlavních párů na "rodinný život".
V kauze Vallianatos a ostatní vs. Řecko (7. listopad 2013) rozhodl soud, že vynětí homosexuálních párů ze zákona o registrovaném partnerství a jeho omezení pouze na heterosexuální páry odporuje Úmluvě. Řecko přijalo v r. 2008 zákon o registrovaném partnerství pouze pro různopohlavní páry. Ten pak následně v r. 2005 rozšířilo i na stejnopohlavní páry.
Oliari a ostatní vs. Itálie (21. červenec 2015) šel soud ještě dál a rozhodl, že členské státy jsou povinné právně uznávat stejnopohlavní svazky. Itálie tak měla porušovat Úmluvu, když neumožňovala homosexuálním párům úředně stvrdit své soužití. V r. 2016 pak přijala zákon o registrovaném partnerství. Toto rozhodnutí by se dalo považovat za precedent pro budoucí případy týkajících se 23 členských států, včetně britských, dánských a nizozemských teritorií, a území se sporným mezinárodním postavením (vyjma Kosova), které stále nerespektují právo stejnopohlavních párů na rodinný život.
V kauze Chapin a Charpentier vs. Francie (9. červen 2016) potvrdil soud své rozhodnutí z kauzy obdobného charakteru Schalk a Kopf vs. Rakousko, že znepřístupnění manželství párům stejného pohlaví neodporuje Úmluvě. V té době již Francie legalizovala stejnopohlavní manželství. Případ však pochází z r. 2004, kdy mohly homosexuální páry ve Francii uzavírat pouze Občanský pakt solidarity.
V kauze Fedotova a další proti Rusku (17. ledna 2023) rozhodl štrasburský soud, že smluvní státy Rady Evropy jsou povinné přiznávat homosexuálním svazkům právní status, ať už ve formě manželství nebo registrovaného partnerství. Podobnými kauzy vůči jiným zemím, včetně Polska, jsou nyní v gesci Tribunálu. Evropský soud pro lidská práva (ESLP) informoval polskou vládu, že přijal stížnost pro porušování práva homosexuálních párů na rodinný život z roku 2020.

## Současná situace

### Národní úroveň
| Status | Země                | Rok  | Počet obyvatel žijících v Evropě (Poslední sčítání lidu) |
| --- | ------------------- | ---- | -------------------------------------------------------- |
| Manželství (19 zemí) * V 11 zemích předcházela legalizaci manželství osob párů stejného pohlaví jiná právní forma stejnopohlavního soužití.                                                                                          | Andorra             | 2023 | 80 035                                                   |
| Manželství (19 zemí) * V 11 zemích předcházela legalizaci manželství osob párů stejného pohlaví jiná právní forma stejnopohlavního soužití.                                                                                          | Belgie              | 2003 | 11 198 638                                               |
| Manželství (19 zemí) * V 11 zemích předcházela legalizaci manželství osob párů stejného pohlaví jiná právní forma stejnopohlavního soužití.                                                                                          | Dánsko              | 2012 | 5 655 750                                                |
| Manželství (19 zemí) * V 11 zemích předcházela legalizaci manželství osob párů stejného pohlaví jiná právní forma stejnopohlavního soužití.                                                                                          | Estonsko            | 2024 | 1 321 779                                                |
| Manželství (19 zemí) * V 11 zemích předcházela legalizaci manželství osob párů stejného pohlaví jiná právní forma stejnopohlavního soužití.                                                                                          | Finsko              | 2017 | 5 470 820                                                |
| Manželství (19 zemí) * V 11 zemích předcházela legalizaci manželství osob párů stejného pohlaví jiná právní forma stejnopohlavního soužití.                                                                                          | Francie             | 2013 | 66 030 000                                               |
| Manželství (19 zemí) * V 11 zemích předcházela legalizaci manželství osob párů stejného pohlaví jiná právní forma stejnopohlavního soužití.                                                                                          | Island              | 2010 | 325 671                                                  |
| Manželství (19 zemí) * V 11 zemích předcházela legalizaci manželství osob párů stejného pohlaví jiná právní forma stejnopohlavního soužití.                                                                                          | Irsko               | 2015 | 4 609 600                                                |
| Manželství (19 zemí) * V 11 zemích předcházela legalizaci manželství osob párů stejného pohlaví jiná právní forma stejnopohlavního soužití.                                                                                          | Lucembursko         | 2015 | 549 680                                                  |
| Manželství (19 zemí) * V 11 zemích předcházela legalizaci manželství osob párů stejného pohlaví jiná právní forma stejnopohlavního soužití.                                                                                          | Malta               | 2017 | 446,547                                                  |
| Manželství (19 zemí) * V 11 zemích předcházela legalizaci manželství osob párů stejného pohlaví jiná právní forma stejnopohlavního soužití.                                                                                          | Německo             | 2017 | 80 716 000                                               |
| Manželství (19 zemí) * V 11 zemích předcházela legalizaci manželství osob párů stejného pohlaví jiná právní forma stejnopohlavního soužití.                                                                                          | Nizozemsko          | 2001 | 16 856 620                                               |
| Manželství (19 zemí) * V 11 zemích předcházela legalizaci manželství osob párů stejného pohlaví jiná právní forma stejnopohlavního soužití.                                                                                          | Norsko              | 2009 | 5 136 700                                                |
| Manželství (19 zemí) * V 11 zemích předcházela legalizaci manželství osob párů stejného pohlaví jiná právní forma stejnopohlavního soužití.                                                                                          | Portugalsko         | 2010 | 10 427 301                                               |
| Manželství (19 zemí) * V 11 zemích předcházela legalizaci manželství osob párů stejného pohlaví jiná právní forma stejnopohlavního soužití.                                                                                          | Rakousko            | 2019 | 8 504 850                                                |
| Manželství (19 zemí) * V 11 zemích předcházela legalizaci manželství osob párů stejného pohlaví jiná právní forma stejnopohlavního soužití.                                                                                          | Slovinsko           | 2022 | 2 119 709                                                |
| Manželství (19 zemí) * V 11 zemích předcházela legalizaci manželství osob párů stejného pohlaví jiná právní forma stejnopohlavního soužití.                                                                                          | Španělsko           | 2005 | 46 704 314                                               |
| Manželství (19 zemí) * V 11 zemích předcházela legalizaci manželství osob párů stejného pohlaví jiná právní forma stejnopohlavního soužití.                                                                                          | Švýcarsko           | 2022 | 8 183 800                                                |
| Manželství (19 zemí) * V 11 zemích předcházela legalizaci manželství osob párů stejného pohlaví jiná právní forma stejnopohlavního soužití.                                                                                          | Švédsko             | 2009 | 9 716 962                                                |
| Manželství (19 zemí) * V 11 zemích předcházela legalizaci manželství osob párů stejného pohlaví jiná právní forma stejnopohlavního soužití.                                                                                          | Spojené království  | 2014 | 62 700 000                                               |
| Mezisoučet | —                   | —    | 348 625 667 (46,7 % evropské populace)                   |
| Uznávání stejnopohlavního manželství zahraničního manželství (2 země) *Ústavní zákaz domácího stejnopohlavního manželství | Arménie *           | 2017 | 3 018 854                                                |
| Uznávání stejnopohlavního manželství zahraničního manželství (2 země) *Ústavní zákaz domácího stejnopohlavního manželství | Estonsko            | 2016 | 1 315 819                                                |
| Mezisoučet | —                   | —    | 4 334 673 (0,5 % evropské populace)                      |
| Jiná forma stejnopohlavního soužití (13 zemí) * V jedné zemi předcházela legalizaci stejnopohlavních svazků jiná forma stejnopohlavního soužití.                                                                                     | Chorvatsko          | 2014 | 4 284 889                                                |
| Jiná forma stejnopohlavního soužití (13 zemí) * V jedné zemi předcházela legalizaci stejnopohlavních svazků jiná forma stejnopohlavního soužití.                                                                                     | Česko               | 2006 | 10 513 209                                               |
| Jiná forma stejnopohlavního soužití (13 zemí) * V jedné zemi předcházela legalizaci stejnopohlavních svazků jiná forma stejnopohlavního soužití.                                                                                     | Kypr                | 2015 | 1 117 000                                                |
| Jiná forma stejnopohlavního soužití (13 zemí) * V jedné zemi předcházela legalizaci stejnopohlavních svazků jiná forma stejnopohlavního soužití.                                                                                     | Řecko               | 2015 | 10 816 286                                               |
| Jiná forma stejnopohlavního soužití (13 zemí) * V jedné zemi předcházela legalizaci stejnopohlavních svazků jiná forma stejnopohlavního soužití.                                                                                     | Maďarsko            | 2009 | 9 877 365                                                |
| Jiná forma stejnopohlavního soužití (13 zemí) * V jedné zemi předcházela legalizaci stejnopohlavních svazků jiná forma stejnopohlavního soužití.                                                                                     | Itálie              | 2016 | 60 782 668                                               |
| Jiná forma stejnopohlavního soužití (13 zemí) * V jedné zemi předcházela legalizaci stejnopohlavních svazků jiná forma stejnopohlavního soužití.                                                                                     | Lichtenštejnsko     | 2011 | 37 132                                                   |
| Jiná forma stejnopohlavního soužití (13 zemí) * V jedné zemi předcházela legalizaci stejnopohlavních svazků jiná forma stejnopohlavního soužití.                                                                                     | Švýcarsko           | 2007 | 8 183 800                                                |
| Mezisoučet | —                   | —    | 107 758 516 (12,6 % evropské populace)                   |
| Neregistrované soužití (2 země) | San Marino          | 2012 | 32 576                                                   |
| Mezisoučet | —                   | —    | 32 576 (0,003 % evropské populace)                       |
| Celkem | —                   | —    | 447 175 441 (52,4% evropské populace)                    |
| Neuznáváno (11 zemí) | Albánie             | —    | 3 020 209                                                |
| Neuznáváno (11 zemí) | Ázerbájdžán         | —    | 9 494 600                                                |
| Neuznáváno (11 zemí) | Bosna a Hercegovina | —    | 3 871 643                                                |
| Neuznáváno (11 zemí) | Kazachstán          | —    | 17 948 816                                               |
| Neuznáváno (11 zemí) | Monako              | —    | 36 371                                                   |
| Neuznáváno (11 zemí) | Rumunsko            | —    | 19 942 642                                               |
| Neuznáváno (11 zemí) | Rusko               | —    | 143 700 000                                              |
| Neuznáváno (11 zemí) | Severní Makedonie   | —    | 2 058 539                                                |
| Neuznáváno (11 zemí) | Turecko             | —    | 76 667 864                                               |
| Neuznáváno (11 zemí) | Vatikán             | —    | 842                                                      |
| Mezisoučet | —                   | —    | 276 741 526 (37,94% evropské populace)                   |
| Ústavní zákaz manželství (13 zemí) *Arménie uznává stejnopohlavní manželství uzavřené v zahraničí. **Ve dvou zemích, které mají stejnopohlavní manželství ústavně zakázané, byla přijata jiná právní forma stejnopohlavního soužití. | Arménie *           | 2015 | 3 018 854                                                |
| Ústavní zákaz manželství (13 zemí) *Arménie uznává stejnopohlavní manželství uzavřené v zahraničí. **Ve dvou zemích, které mají stejnopohlavní manželství ústavně zakázané, byla přijata jiná právní forma stejnopohlavního soužití. | Bělorusko           | 1994 | 9 475 100                                                |
| Ústavní zákaz manželství (13 zemí) *Arménie uznává stejnopohlavní manželství uzavřené v zahraničí. **Ve dvou zemích, které mají stejnopohlavní manželství ústavně zakázané, byla přijata jiná právní forma stejnopohlavního soužití. | Bulgaria            | 1991 | 7 364 570                                                |
| Ústavní zákaz manželství (13 zemí) *Arménie uznává stejnopohlavní manželství uzavřené v zahraničí. **Ve dvou zemích, které mají stejnopohlavní manželství ústavně zakázané, byla přijata jiná právní forma stejnopohlavního soužití. | Chorvatsko **       | 2013 | 4 284 889                                                |
| Ústavní zákaz manželství (13 zemí) *Arménie uznává stejnopohlavní manželství uzavřené v zahraničí. **Ve dvou zemích, které mají stejnopohlavní manželství ústavně zakázané, byla přijata jiná právní forma stejnopohlavního soužití. | Gruzie              | 2018 | 4 935 880                                                |
| Ústavní zákaz manželství (13 zemí) *Arménie uznává stejnopohlavní manželství uzavřené v zahraničí. **Ve dvou zemích, které mají stejnopohlavní manželství ústavně zakázané, byla přijata jiná právní forma stejnopohlavního soužití. | Maďarsko **         | 2012 | 9 877 365                                                |
| Ústavní zákaz manželství (13 zemí) *Arménie uznává stejnopohlavní manželství uzavřené v zahraničí. **Ve dvou zemích, které mají stejnopohlavní manželství ústavně zakázané, byla přijata jiná právní forma stejnopohlavního soužití. | Lotyšsko            | 2006 | 1 990 300                                                |
| Ústavní zákaz manželství (13 zemí) *Arménie uznává stejnopohlavní manželství uzavřené v zahraničí. **Ve dvou zemích, které mají stejnopohlavní manželství ústavně zakázané, byla přijata jiná právní forma stejnopohlavního soužití. | Litva               | 1992 | 2 944 459                                                |
| Ústavní zákaz manželství (13 zemí) *Arménie uznává stejnopohlavní manželství uzavřené v zahraničí. **Ve dvou zemích, které mají stejnopohlavní manželství ústavně zakázané, byla přijata jiná právní forma stejnopohlavního soužití. | Moldavsko           | 1994 | 3 557 600                                                |
| Ústavní zákaz manželství (13 zemí) *Arménie uznává stejnopohlavní manželství uzavřené v zahraničí. **Ve dvou zemích, které mají stejnopohlavní manželství ústavně zakázané, byla přijata jiná právní forma stejnopohlavního soužití. | Černá Hora          | 2007 | 647 905                                                  |
| Ústavní zákaz manželství (13 zemí) *Arménie uznává stejnopohlavní manželství uzavřené v zahraničí. **Ve dvou zemích, které mají stejnopohlavní manželství ústavně zakázané, byla přijata jiná právní forma stejnopohlavního soužití. | Polsko              | 1997 | 38 483 957                                               |
| Ústavní zákaz manželství (13 zemí) *Arménie uznává stejnopohlavní manželství uzavřené v zahraničí. **Ve dvou zemích, které mají stejnopohlavní manželství ústavně zakázané, byla přijata jiná právní forma stejnopohlavního soužití. | Srbsko              | 2006 | 7 209 764                                                |
| Ústavní zákaz manželství (13 zemí) *Arménie uznává stejnopohlavní manželství uzavřené v zahraničí. **Ve dvou zemích, které mají stejnopohlavní manželství ústavně zakázané, byla přijata jiná právní forma stejnopohlavního soužití. | Slovensko           | 2014 | 5 415 949                                                |
| Ústavní zákaz manželství (13 zemí) *Arménie uznává stejnopohlavní manželství uzavřené v zahraničí. **Ve dvou zemích, které mají stejnopohlavní manželství ústavně zakázané, byla přijata jiná právní forma stejnopohlavního soužití. | Ukrajina            | 1996 | 44 291 413                                               |
| Mezisoučet | —                   | —    | 143 498 005 (18,66% evropské populace)                   |
| Součet | —                   | —    | 420 236 531 (49,3% evropské populace)                    |

### Území s limitovaným mezinárodním uznání nebo bez mezinárodního uznání
| Status                             | Země                         | Rok     | Počet obyvatel (Last estimate count) |
| ---------------------------------- | ---------------------------- | ------- | ------------------------------------ |
| Bez uznání (5 zemí)                | Abkhazia                     | —       | 243 564                              |
| Bez uznání (5 zemí)                | Kosovo                       | —       | 1 907 592                            |
| Bez uznání (5 zemí)                | Severní Kypr                 | —       | 313 626                              |
| Bez uznání (5 zemí)                | Jižní Osetie                 | —       | 51 547                               |
| Podněstří                          | —                            | 475 665 |                                      |
| Subtotal                           | —                            | —       | 2 991 994                            |
| Ústavní zákaz manželství (1 state) | Náhorně-karabašská republika | 2006    | 150 932                              |
| Mezisoučet                         | —                            | —       | 150 932                              |
| Celkem                             | —                            | —       | 3 142 926                            |

### Sub-národní úroveň
| Status                                                                 | Země               | Jurisdikce         | Legální od r. | Obyvatelstvo jurisdikce (Poslední sčítání lidu) |
| ---------------------------------------------------------------------- | ------------------ | ------------------ | ------------- | ----------------------------------------------- |
| Manželství (4 jurisdikce)                                              | Spojené království | Akrotiri a Dekelia | 2014          | 15 700                                          |
| Manželství (4 jurisdikce)                                              | Spojené království | Man                | 2016          | 84 497                                          |
| Manželství (4 jurisdikce)                                              | Spojené království | Guernsey           | 2017          | 62 948                                          |
| Manželství (4 jurisdikce)                                              | Spojené království | Gibraltar          | 2016          | 32 194                                          |
| Celkem                                                                 | —                  | —                  | —             | 195 339 (0,02 % evropské populace)              |
| Stejnopohlavní manželství uzavřená v zahraničí uznávaná (1 jurisdikce) | Spojené království | Alderney           | 2016          | 2 020                                           |
| Celkem                                                                 | —                  | —                  | —             | 2 020 (0,01 % evropské populace)                |
| Jiná forma partnerství (2 jurisdikce)                                  | Spojené království | Severní Irsko      | 2005          | 1 864 000                                       |
| Jiná forma partnerství (2 jurisdikce)                                  | Spojené království | Jersey             | 2012          | 100,080                                         |
| Celkem                                                                 | —                  | —                  | —             | 1 964 080 (0,22 % evropské populace)            |
| Neuznáváno (2 jurisdikce)                                              | Dánsko             | Faerské ostrovy    | —             | 49 198                                          |
| Neuznáváno (2 jurisdikce)                                              | Spojené království | Sark               | —             | 600                                             |
| Celkem                                                                 | —                  | —                  | —             | 49 798 (0,01 % evropské populace)               |

## Legislativní záměry a návrhy

### Manželství

#### Vládní návrhy nebo návrhy s parlamentní většinou
Řecko: 4. července 2023 oznámil řecký premiér Kyriakos Mitsotakis, že během svého druhého funkčního období uzákoní stejnopohlavní manželství se slovy, že se Řecko v posledních letech znatelně posunulo v nahlížení na tato témata, a že je nyní otázce homosexuálních sňatků víc nakloněné než dřív. Legalizaci sňatků párů stejného pohlaví podporuje i opoziční Syriza.
 Lichtenštejnsko: 11. března 2022 předložila lichtenštejnská vláda návrh zákona umožňující homosexuálním párům adopci dítěte partnera dle soudního rozhodnutí z roku 2021 a zmínila, že budoucí návrh zákona o rovnosti manželství, jakož i plných adopcí dětí homosexuálními páry, nechá na zvážení jednotlivých poslanců. 21. září 2022 vyzvalo 15 z 25 poslanců  lichtenštejnského parlamentu Landtag tamní vládu k předložení návrhu zákona o stejnopohlavním manželství. O výzvě se pak diskutovalo na plenární schůzi konané 2. listopadu 2022. Pro přijetí hlasovalo 23 lidí, proti 2. 11. července 2023 se lichtenštejnská vláda usnesla ve prospěch výzvy s tím, že do 10. října 2023 budou probíhat příslušné konzultace.

#### Opoziční návrhy
Česko: Návrh novely občanského zákoníku byl předložen Poslanecké sněmovně 7. června 2022. Podepsali se pod něj představitelé pěti parlamentních stran: Starostové a nezávislí (STAN), TOP 09, Pirátská strana, Občanská demokratická strana (ODS) a ANO.
 Itálie: Od března 2023 leží v Senátu tři návrhy zákonů o homosexuálních sňatcích z dílny senátorek Simony Malpezii (Demokratická strana), Alessandry Maiorino (Hnutí pěti hvězd) a senátora Ivana Scalfarotta (Akce - Italia Viva). V Poslanecké sněmovně se nachází dva návrhy zákonů o stejnopohlavním manželství z dílny poslance Marca Grimaldi (Aliance Zelení a Levice) a poslankyně Chiary Appendino (Hnutí pěti hvězd).

### Nemanželské partnerství

#### Vládní návrhy nebo návrhy s parlamentní většinou
Kosovo: 10. června 2023 se kosovský premiér Albin Kurti nechal slyšet, že je vláda zajedno v podpoře přijetí nového občanského zákoníku, který by na území Kosova uzákonil registrované partnerství párů stejného pohlaví.
 Litva: V květnu 2022 předložila skupina poslanců návrh zákona o registrovaném partnerství, který by homosexuálním párům přiznal určitá práva a povinnosti. Jednat by se mělo o kompromis k mnohem expanzivnější verzi, kterou litevský parlament odmítl v roce 2021. 26. května 2022 byl návrh příslušného zákona přijat v prvním čtení. Pro hlasovalo 70 poslanců, 49 proti a 6 se zdrželo. 23. května 2023 prošel návrh druhým čtením. Pro hlasovalo 60 a proti 52 poslanců a nyní čeká na projednání ve finálním třetím čtení.
 Rumunsko: V květnu 2023 nařídil Evropský soud pro lidská práva rumunské vládě uzákonit registrované partnerství párů stejného pohlaví v rámci ochrany práva queer lidí na rodinný život chráněný Úmluvou o ochraně lidských práv a základních svobod.
 Ukrajina: 12. července 2022 byla ukrajinskému parlamentu předložená petice požadující legalizaci stejnopohlavního manželství s 28 tisíci odpisy (pro zahájení následného veřejného slyšení je dle ukrajinských zákonů zapotřebí získat minimálně 25 tisíc podpisů). Ukrajinský prezident Volodymyr Zelenskyj řekl, že ačkoliv není momentálně možná změna ústavy, která zatím definuje manželství jako svazek muže a ženy, vzhledem k probíhající válce s Ruskem, pokusí se alespoň přimět vládu k přijetí zákona o registrovaném partnerství. Od 26. května 2023 se návrhem příslušného zákona o registrovaném partnerství evidovaném pod číslem 9103 zabývá Výbor Parlamentu Ukrajiny pro justici.

## Veřejné mínění
Veřejná podpora stejnopohlavního manželství v členských zemích EU změřená v průzkumu z r. 2015 byla největší v Nizozemsku (91 %), ve Švédsku (90 %), Dánsku (87 %), ve Španělsku (84 %), Irsku (80 %), Belgii (77 %), Lucembursku (75 %), Spojeném království (71 %) a ve Francii (71 %). Na Maltě došlo v poslední době k enormnímu nárůstu podpory z 18 % v r. 2006 na 65 % v r. 2015. Stejný trend byl zaznamenán v Irsku, kde podpora rovných sňatků dosáhla v r. 2015 80 % v porovnání s r. 2006, kdy činila pouhých 41 %.
Po legalizaci stejnopohlavního manželství v Portugalsku v lednu 2010 se pro takovou změnu vyslovilo 52 % Portugalců. V r. 2008 podpořilo 58 % Norů novou definici manželství, která byla ten stejný rok navržená. 31 % bylo proti. V lednu 2013 se 54,1 % Italů vyslovilo pro sňatky osob stejného pohlaví. V průzkumu z konce ledna 2013 by 77,2 % Italů podpořilo registrované partnerství.
V Řecku sice podpora stejnopohlavního manželství v letech 2006–2015 vzrostla o dvojnásobek, ale i tak stále zůstává nízká. V r. 2006 se 15 % respondentů vyslovilo pro legalizaci stejnopohlavního manželství v celé Evropě. V r. 2015 s touto možností souhlasilo 33 % Řeků.
V Irsku podle průzkumu z r. 2008 podporovalo 84 % Irů registrované partnerství pro páry stejného pohlaví (a 58 % stejnopohlavní manželství). V r. 2010 by manželství pro všechny podpořilo 67 % respondentů. Do r. 2012 tato podpora vzrostla na 73 %. 22. května 2015 podpořilo v referendu 62,1 % voličů změnu irské ústavy, která definuje manželství jako svazek dvou osob, tedy i párů stejného pohlaví.
Podle průzkumu z března 2013 uskutečněném společností Taloustutkimus podporovalo stejnopohlavní manželství 58 % Finů.
V Chorvatsku se v průzkumu z listopadu 2013 59 % respondentů vyslovilo pro ústavní definici manželství jako svazku muže a ženy, zatímco 31 % bylo proti.
V Polsku se v průzkumu z r. 2013 70 % respondentů neztotožnilo s představou registrovaného partnerství. Podle dalšího z února 2013 bylo 55 % Poláků proti a 33 % pro registrované partnerství párů stejného pohlaví.
V Evropské unii je podpora nejnižší v Bulharsku, Lotyšsku, Polsku, Rumunsku, na Slovensku a v Litvě. Průměrná podpora stejnopohlavního manželství v 25 členských zemích EU (2006) byla 44 %, což je z hlediska předchozích výpočtů pokles z tehdejších 53 %. Příčinou této změny jsou nově příchozí sociálně konzervativní členové. In 2015, with 28 members, average support was at 61%.

### Průzkumy veřejného mínění
| Země                | Výzkum                       | Rok  | Pro    | Proti  | Nevím / Je mi to jedno / Bez odpovědi | Zdroj   |
| ------------------- | ---------------------------- | ---- | ------ | ------ | ------------------------------------- | ------- |
| Arménie             | Pew Research Center          | 2017 | 3 %    | 96 %   | 1 %                                   | [ 109 ] |
| Bělorusko           | Pew Research Center          | 2017 | 16 %   | 81 %   | 3 %                                   | [ 109 ] |
| Belgie              | Eurobarometr                 | 2015 | 77 %   | 20 %   | 3 %                                   | [ 110 ] |
| Bosna a Hercegovina | Pew Research Center          | 2017 | 13 %   | 84 %   | 4 %                                   | [ 109 ] |
| Bulharsko           | Pew Research Center          | 2017 | 18 %   | 79 %   | 3 %                                   | [ 109 ] |
| Chorvatsko          | Pew Research Center          | 2017 | 31 %   | 64 %   | 7 %                                   | [ 109 ] |
| Česko               | CVVM                         | 2017 | 52 %   | 41 %   | 7 %                                   | [ 111 ] |
| Dánsko              | Eurobarometr                 | 2015 | 87 %   | 9 %    | 4 %                                   | [ 110 ] |
| Estonsko            | Estonian Human Rights Center | 2017 | 39 %   | 52 %   | 9 %                                   | [ 109 ] |
| Finsko              | Eurobarometr                 | 2015 | 66 %   | 28 %   | 6 %                                   | [ 110 ] |
| Francie             | BVA                          | 2015 | 67 %   | 31 %   | 2 %                                   | [ 112 ] |
| Gruzie              | Pew Research Center          | 2017 | 3 %    | 95 %   | 2 %                                   | [ 109 ] |
| Island              | Gallup                       | 2004 | 87%    | -      | -                                     | [ 113 ] |
| Irsko               | ILGA                         | 2016 | 64 %   | 18 %   | 18 %                                  | [ 114 ] |
| Itálie              | Demos & Pi                   | 2016 | 56 %   | 40 %   | 4 %                                   | [ 115 ] |
| Kypr                | Eurobarometr                 | 2015 | 37 %   | 56 %   | 7 %                                   | [ 110 ] |
| Lotyšsko            | Pew Research Center          | 2017 | 16 %   | 77 %   | 7 %                                   | [ 109 ] |
| Litva               | Pew Research Center          | 2017 | 12 %   | 85 %   | 5 %                                   | [ 109 ] |
| Lucembursko         | Eurobarometr                 | 2015 | 75 %   | 20 %   | 5 %                                   | [ 110 ] |
| Maďarsko            | Pew Research Center          | 2017 | 27 %   | 64 %   | 9 %                                   | [ 109 ] |
| Malta               | Business Leaders Malta       | 2016 | 61 %   | 25 %   | 14 %                                  | [ 116 ] |
| Moldavsko           | Pew Research Center          | 2017 | 5 %    | 92 %   | 3 %                                   | [ 109 ] |
| Německo             | SUZ                          | 2017 | 83 %   | 17 %   | 0 %                                   | [ 117 ] |
| Nizozemsko          | Eurobarometr                 | 2015 | 91 %   | 7      | 2 %                                   | [ 110 ] |
| Norsko              | Ipsos                        | 2013 | 78 %   | 17 %   | 4 %                                   | [ 118 ] |
| Polsko              | IPSOS                        | 2017 | 38 %   | 57 %   | 5 %                                   | [ 119 ] |
| Portugalsko         | ILGA                         | 2016 | 53 %   | 27 %   | 21 %                                  | [ 114 ] |
| Rakousko            | "Österreich" magazine        | 2017 | 59 %   | 25 %   | 16 %                                  | [ 120 ] |
| Rumunsko            | Pew Research Center          | 2017 | 26 %   | 74 %   | 1 %                                   | [ 109 ] |
| Rusko               | Pew Research Center          | 2017 | 5 %    | 90 %   | 5 %                                   | [ 109 ] |
| Řecko               | DeaNeosis                    | 2017 | 50 %   | 47 %   | 3 %                                   | [ 121 ] |
| Srbsko              | Pew Research Center          | 2017 | 12 %:  | 83 %   | 4 %                                   | [ 109 ] |
| Slovensko           | Eurobarometr                 | 2015 | 24 %   | 69 %   | 7 %                                   | [ 110 ] |
| Slovinsko           | Ninamedia                    | 2015 | 38,3 % | 49,5 % | 12,2 %                                | [ 122 ] |
| Spojené království  | Eurobarometr                 | 2015 | 71 %   | -      | -                                     | [ 110 ] |
| Španělsko           | Eurobarometr                 | 2015 | 84 %   | 10 %   | 6 %                                   | [ 110 ] |
| Švédsko             | Eurobarometr                 | 2015 | 90 %   | 7 %    | 3 %                                   | [ 110 ] |
| Švýcarsko           | Pink Cross                   | 2016 | 69 %   | 25 %   | 6 %                                   | [ 123 ] |
| Ukrajina            | Pew Research Center          | 2017 | 9 %    | 85 %   | 6 %                                   | [ 109 ] |

- Země označené zelenou barvou umožňují párům stejného pohlaví uzavřít sňatek.